# 今泉町 (栃木市)
今泉町（いまいずみまち）は、栃木県栃木市の地名。一丁目と二丁目がある。郵便番号は328-0027。
　

## 地理
大宮地区西部に位置し、東は大宮町、西は日ノ出町、南は神田町・仲仕上町、北は平柳町と接している。

## 世帯数と人口
2017年（平成29年）8月31日現在の世帯数と人口は以下の通りである。
| 丁目         | 世帯数    | 人口    |
| ------------ | --------- | ------- |
| 今泉町一丁目 | 888世帯   | 2,160人 |
| 今泉町二丁目 | 479世帯   | 1,060人 |
| 計           | 1,367世帯 | 3,220人 |

## 施設
公共
- 栃木市栃木保健福祉センター
- 栃木市勤労者総合福祉センター

教育
- マロニエ医療福祉専門学校
- いまいずみ保育園

商業
- とちぎコープ栃木店
- サンライズ栃木今泉店
- ファミリーマートベツイ栃木今泉店

## 交通

### 道路
主要地方道
- 栃木県道44号栃木二宮線（小金井街道）

## 小・中学校の学区
市立小・中学校に通う場合、学区は以下の通りとなる。
| 丁目   | 番地 | 小学校               | 中学校             |
| ------ | ---- | -------------------- | ------------------ |
| 一丁目 | 全域 | 栃木市立大宮北小学校 | 栃木市立東陽中学校 |
| 二丁目 | 全域 | 栃木市立大宮北小学校 | 栃木市立東陽中学校 |